# Фоллс-Крік (Пенсільванія)
Фоллс-Крік (англ. Falls Creek) — місто (англ. borough) в США, в округах Джефферсон і Клірфілд штату Пенсільванія. Населення — 1036 осіб (2020).

## Географія
Фоллс-Крік розташований за координатами 41°8′31″ пн. ш. 78°48′25″ зх. д. / 41.14194° пн. ш. 78.80694° зх. д. (41.141959, -78.806947).  За даними Бюро перепису населення США в 2010 році місто мало площу 2,43 км², з яких 2,41 км² — суходіл та 0,01 км² — водойми.

## Демографія
Згідно з переписом 2010 року, у селищі мешкало 1037 осіб у 453 домогосподарствах у складі 295 родин. Густота населення становила 428 осіб/км².  Було 492 помешкання (203/км²).
Расовий склад населення:
| - 98,0 % — білих - 0,4 % — чорних або афроамериканців - 0,2 % — корінних американців - 0,2 % — азіатів |

До двох чи більше рас належало 1,3 %. Частка іспаномовних становила 1,0 % від усіх жителів.
За віковим діапазоном населення розподілялося таким чином: 20,8 % — особи молодші 18 років, 62,2 % — особи у віці 18—64 років, 17,0 % — особи у віці 65 років та старші. Медіана віку мешканця становила 41,9 року. На 100 осіб жіночої статі у селищі припадало 101,0 чоловіків;  на 100 жінок у віці від 18 років та старших — 101,7 чоловіків також старших 18 років.
Середній дохід на одне домашнє господарство  становив 48 239 доларів США (медіана — 42 112), а середній дохід на одну сім'ю — 53 769 доларів (медіана — 47 938). Медіана доходів становила 39 750 доларів для чоловіків та 27 500 доларів для жінок. За межею бідності перебувало 12,7 % осіб, у тому числі 20,5 % дітей у віці до 18 років та 7,0 % осіб у віці 65 років та старших.
Цивільне працевлаштоване населення становило 519 осіб. Основні галузі зайнятості: роздрібна торгівля — 20,4 %, освіта, охорона здоров'я та соціальна допомога — 19,7 %, виробництво — 12,9 %, мистецтво, розваги та відпочинок — 9,4 %.